# Svedala (Gemeinde)
Koordinaten: 55° 30′ N, 13° 14′ O

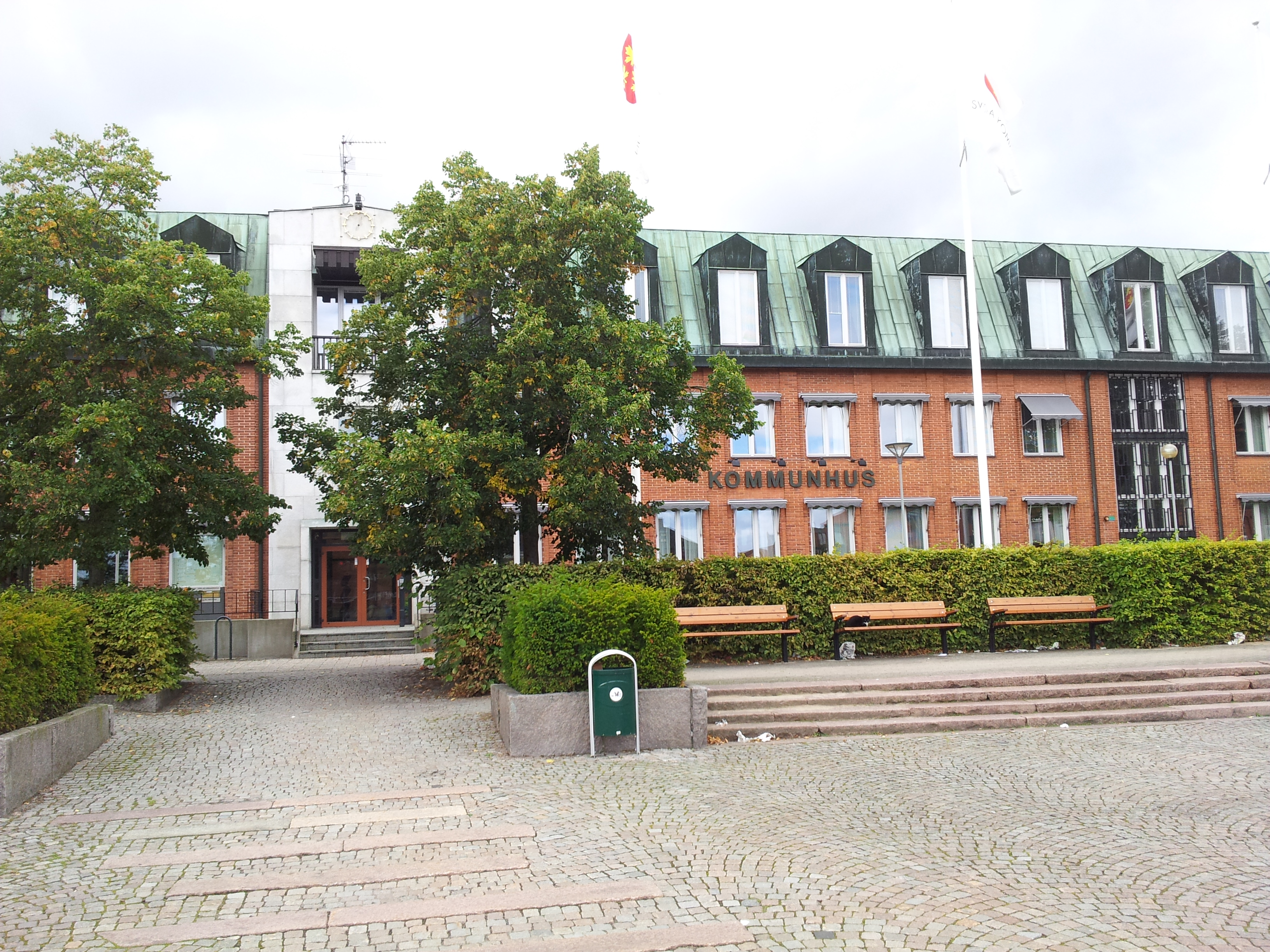
Svedala kommunhus

Svedala ist eine Gemeinde (schwedisch kommun) in der südschwedischen Provinz Skåne län und der historischen Provinz Schonen. Der Hauptort der Gemeinde ist Svedala.

## Orte
Folgende Orte sind Ortschaften (tätorter):
- Bara
- Holmeja
- Klågerup
- Svedala och Sjödiken

## Städtepartnerschaften
Partnerstädte Svedalas sind
- Bergen auf Rügen, Mecklenburg-Vorpommern, seit 1991
- Goleniów in Polen, seit 1993
- Ishøj in Dänemark, seit 1998

## Persönlichkeiten
- Arvid Faxe (1733–1793), Marine- und Landarzt, Fachbuchautor und Erfinder der Dachpappe